# 香川県営サッカー・ラグビー場
香川県総合運動公園サッカー・ラグビー場（かがわけんえいサッカー・ラグビーじょう）は、香川県高松市生島町の香川県総合運動公園内にあるサッカー、ラグビー専用の球技場。1987年4月に完成。メインとサブの2面がある。2009年12月には香川県内では初の、ジャパンラグビートップリーグ公式戦（ホンダヒートvs神戸製鋼コベルコスティーラーズ）が開催されている。

## 施設概要

### 香川県営サッカー・ラグビー場（メイン）
- 収容人員 10,000人

　（メインスタンド中央部はベンチシート806席<二階式>、他は芝生席）
- パネル式得点掲示板
- 芝：暖地芝

### 香川県営第二サッカー・ラグビー場（サブ）
- 収容人員 1,600人
- パネル式得点掲示板
- 芝：暖地芝

## 運動公園内その他の施設
- 香川県営野球場（レクザムスタジアム）
- 香川県営第二野球場
- 県営テニス場
- 多目的広場（ソフトボール球場）
- 県営相撲場

## 主な使用大会
- 天皇杯全日本サッカー選手権大会（1回戦）
- 全国高等学校サッカー選手権大会香川県予選
- 四国サッカーリーグ
- 全国高等学校ラグビーフットボール大会香川県予選

## 過去の大会
- 東四国国体　サッカー競技（1993年）
- 平成10年度全国高等学校総合体育大会　サッカー競技（1998年）
- カマタマーレ讃岐主管試合（2013年まで Jリーグ正加盟となった2014年以後はライセンス充足をしていないスタジアムでは基本的に開催不可[1] となっているため、当スタジアムでの試合は開催できなくなった）

## 交通
- ことでんバス 下笠居線 生島バス停 下車（公式上は総合運動公園下車となっているが、サッカー・ラグビー場に行く場合は手前の生島バス停で降りた方が近い）